# Shelfordia khasiana
Shelfordia khasiana är en stekelart som först beskrevs av Cameron 1899.  Shelfordia khasiana ingår i släktet Shelfordia och familjen bracksteklar. Inga underarter finns listade i Catalogue of Life.